# Plochionus amandus
Plochionus amandus är en skalbaggsart som beskrevs av Newman. Plochionus amandus ingår i släktet Plochionus och familjen jordlöpare. Inga underarter finns listade i Catalogue of Life.